# 拉昂地区布朗库尔
拉昂地区布朗库尔（法語：Brancourt-en-Laonnois）是法国上法兰西大区埃纳省的一个市镇，属于拉昂区和拉昂第一县。该市镇2009年时的人口为708人。

## 人口
拉昂地区布朗库尔人口变化图示
| 数据来源：INSEE |